# Brian Downey
Brian Michael Downey (27 de janeiro de 1951, em Dublin, Irlanda) é um baterista irlandês, melhor conhecido como baterista e fundador da banda de rock Thin Lizzy. Junto com Phil Lynott, Downey foi o único membro constante do grupo pioneiro de hard rock até sua dissolução em 1984. Downey também co-escreveu algumas canções para o Thin Lizzy. O crítico Eduardo Rivadavia da Allmusic argumentou que Downey é o "certamente um dos mais substimados bateristas de rock de sua geração".

## Carreira
Em sua juventude, Downey conheceu seu amigo, co-fundador e baixista Phil Lynott, que estudava na mesma escola. Antes de formar o Thin Lizzy, Downey havia tido inúmeras bandas de rock na escolla, começando com The Liffey Beats, e brevemente The Black Eagles (com Lynott). Ele se mudou para uma banda local, Sugar Schack, então foi persuadido por Lynott para se juntar a ele em outra banda, Orphanage. Após conhecer o guitarrista Eric Bell, o trio formou o Thin Lizzy. Mesmo a formação de músicos com a banda mudando muito por anos, com exceção de Lynott, pelos próximos trinta anos Downey permaneceu o único membro permanente na banda, como também tocou bateria em álbuns solo de Lynott.
Após a morte de Lynott em 1986, Downey tocou na formação de tributo ao Thin Lizzy com John Sykes, Scott Gorham, Darren Wharton e Marco Mendoza, mas ele foi ausente na turnê da banda subsequente. Depois de John Sykes deixar o grupo em 2009, o guitarrista Scott Gorham criou outra formação para o Thin Lizzy. Downey, Mendoza e Wharton voltaram, junto com dois novos membros: o guitarrista do Def Leppard, Vivian Campbell e o vocalista da banda The Almighty, Ricky Warwick. Esta versão do Thin Lizzy começou sua turnê mundial extensiva em janeiro de 2010 e continua em turnê em 2012, com o novo guitarrista permanente Damon Johnson eventualmente substituindo Campbell. Gorham disse que a banda está considerando gravar um novo material, que seria o primeiro novo material do Thin Lizzy desde 1983.
Downey também foi convidado a desvelar a estatua de Lynott em 2005, e ser o baterista do Gary Moore em seu concerto de tributo que foi seguido. Downey também apareceu no álbum de 2007 de Moore, Close As You Get, e sua turnê subsquente. Em novembro de 2008, ele deixou a banda de Moore para um projeto musical diferente.

## Discografia

### Com o Thin Lizzy
- Thin Lizzy (1971)
- Shades of a Blue Orphanage (1972)
- Vagabonds of the Western World (1973)
- Nightlife (1974)
- Fighting (1975)
- Jailbreak (1976)
- Johnny the Fox (1976)
- Bad Reputation (1977)
- Live and Dangerous (1978)
- Black Rose: A Rock Legend (1979)
- Chinatown (1980)
- Renegade (1981)
- Thunder and Lightning (1983)
- Life (1983)

### Outros álbuns
- Funky Junction – A Tribute to Deep Purple (1973)
- Gary Moore – Back on the Streets (1978)
- Phil Lynott – Solo in Soho (1980)
- Phil Lynott – The Philip Lynott Album (1982)
- Vários artistas – Straight to Hell (1987)
- The Baby Snakes – Sweet Hunger (1988)
- Don Baker – Almost Illegal (1989)
- Gary Moore – Still Got the Blues (1990)
- Spirit Nation – Spirit Nation (1992)
- Blues Up Front – All the Way from Dublin (1999)
- Gary Moore – Close as You Get (2007)